# ソユーズTMA-2
ソユーズTMA-2 (Союз ТМА-2 / Soyuz TMA-2) は、2003年にソユーズFGによって打ち上げられた国際宇宙ステーションへの飛行を目的としたソユーズである。第7次長期滞在のクルー2名をISSに運搬した。

## 乗組員

### 打上げ時
第7次長期滞在のクルー
- ユーリ・マレンチェンコ (3) - 船長 -  RSA
- エドワード・ルー (3) - フライトエンジニア -  NASA

### 帰還時
- ユーリ・マレンチェンコ (3) - 船長 -  RSA
- エドワード・ルー (3) - フライトエンジニア -  NASA
- ペドロ・デュケ (2) - フライトエンジニア -  ESA

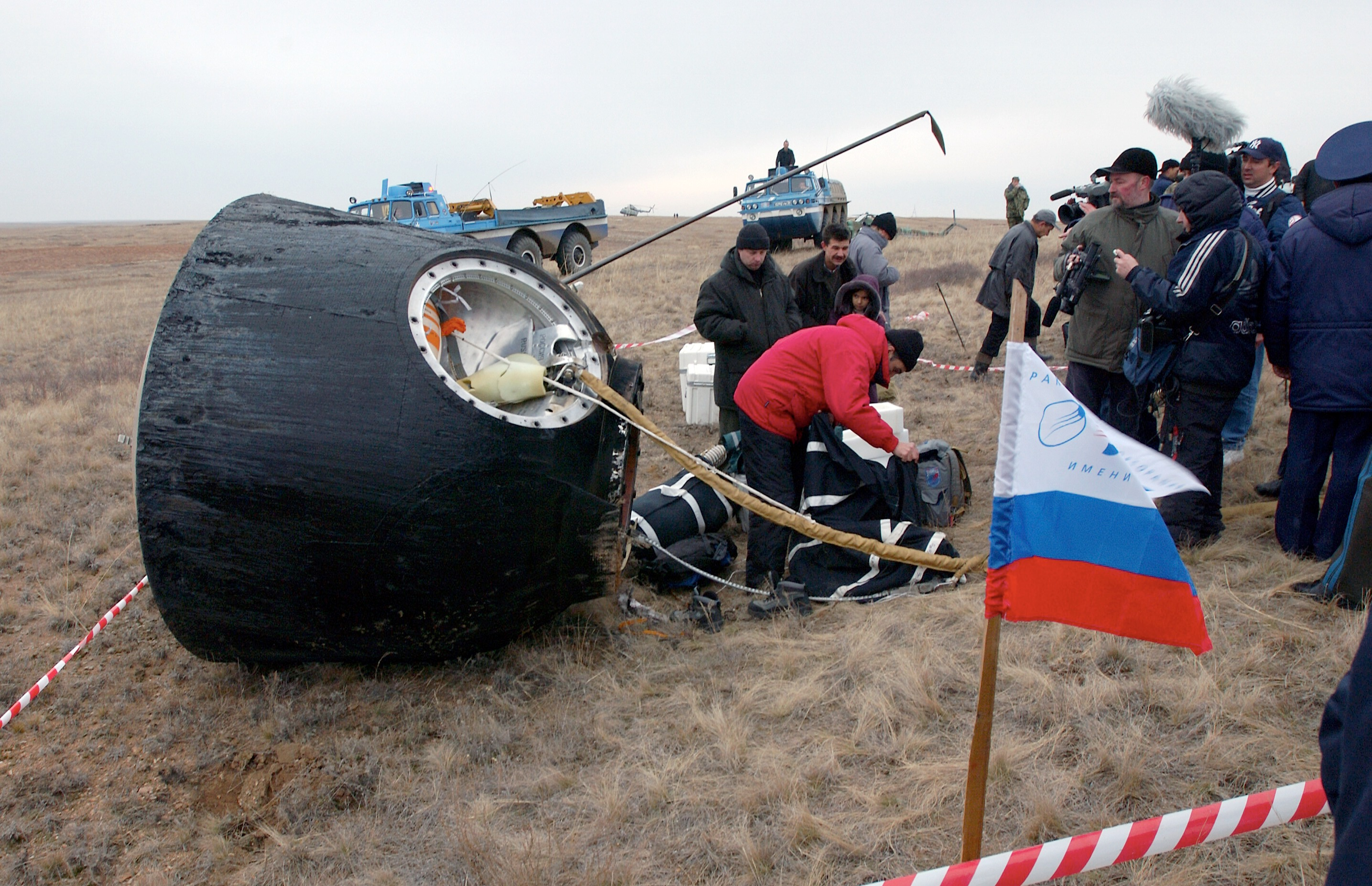
地球へ帰還したTMA-2の帰還船